# 홍콩 페가수스 FC
홍콩 페가수스 FC(영어: Hong Kong Pegasus FC) 또는 홍콩 비마 축구회(중국어: 香港飛馬足球會)는 홍콩의 축구 클럽으로, 현재 홍콩 3부 리그에서 활동하고 있다.

## 성적
- 홍콩 1부 리그
  - 준우승 (1): 2009–10

- 홍콩 시니어 챌린지 쉴드
  - 우승 (1): 2008–09

- 홍콩 FA컵
  - 우승 (1): 2009–10
  - 준우승 (1): 2008–09

- 홍콩 리그컵
  - 준우승 (1): 2008–09